# Rudolf Gyger
Pour les articles homonymes, voir Gyger.
Rudolf « Ruedi » Gyger, né le 16 avril 1920 et mort en 1996, est un footballeur international suisse jouant au poste de défenseur.

## Biographie
On sait peu de choses sur sa carrière de joueur de club, sauf qu'il évoluait dans l'équipe suisse du FC Cantonal Neuchâtel (ancêtre du Neuchâtel Xamax) lorsqu'en international, il participa à la coupe du monde 1950 au Brésil avec l'équipe de Suisse, emmenée par le sélectionneur tessinois Franco Andreoli. Lors de ce mondial, la Nati ne passe pas le premier tour, finissant troisième sur quatre du groupe, derrière les Brésiliens et les Yougoslaves.